# Rzepin
Rzepin, tyska: Reppen, är en stad i västra Polen, belägen i distriktet Powiat słubicki i Lubusz vojvodskap, omkring 20 kilometer öster om den polsk-tyska gränsövergången vid Słubice. Tätorten hade 6 672 invånare år 2014 och är centralort i en stads- och landskommun med totalt 9 963 invånare samma år.

## Historia
Platsen är bebodd åtminstone sedan 900-talet, med en slavisk befästning och en tillhörande bosättning. Den medeltida staden Reppen uppstod under huset Askaniens kolonisation av området Neumark under slutet av 1200-talet, i samband med Ostsiedlung-epoken, och orten omnämns första gången i skriftliga källor 1297. Stadskärnan uppstod vid övergången av Ilanka på handelsvägen mellan Frankfurt an der Oder och Poznań. Reppen omnämns som stad första gången 1329. På grund av att de omgivande sumpmarkerna bildade ett naturligt försvar åt staden, uppfördes ingen stadsmur utan endast en befästningsvall. Staden slog 1477 tillbaka ett anfall av hertigen Johan II av Żagańs trupper. I likhet med andra städer i området drabbades Reppen svårt av trettioåriga kriget.
Under 1700-talet fick staden ett ekonomiskt uppsving under kungadömet Preussen, då kung Fredrik I av Preussen lät vävare bosätta sig i staden. Napoleonkrigens handelsblockad ledde till en tillfällig tillbakagång i början av 1800-talet. Från 1818 tillhörde staden Kreis Sternberg i Regierungsbezirk Frankfurt i provinsen Brandenburg. Från 1904 blev Reppen huvudort i Kreis Weststernberg.
Staden anslöts till stambanan mellan Berlin och Posen 1869, och 1875 blev staden järnvägsknut när även järnvägen mellan Stettin och Glogau anslöts. 1890 tillkom en regional linje mot Meseritz.
Staden blev genom sitt läge som järnvägsknut ett industriellt centrum, med väverier, en stärkelsefabrik, garverier, skofabriker och ångkvarnar. Invånarantalet fördubblades från omkring 2000 till omkring 4000 under 1800-talet.
Staden skadades svårt i slutet av andra världskriget, men de två stora historiska byggnaderna i staden, Katarinakyrkan och stadens herrgård, överlevde kriget. Staden tillföll Folkrepubliken Polen genom Potsdamöverenskommelsen. Det officiella namnet ändrades först till det polska namnet Rypin och snart därefter till Rzepin. Åren 1945 till 1952 var staden huvudort för det lokala distriktet.
År 1952 inträffade en större tågolycka i staden, då en sovjetisk trupptransport spårade ur med omkring 200 dödsoffer som följd.

## Sevärdheter

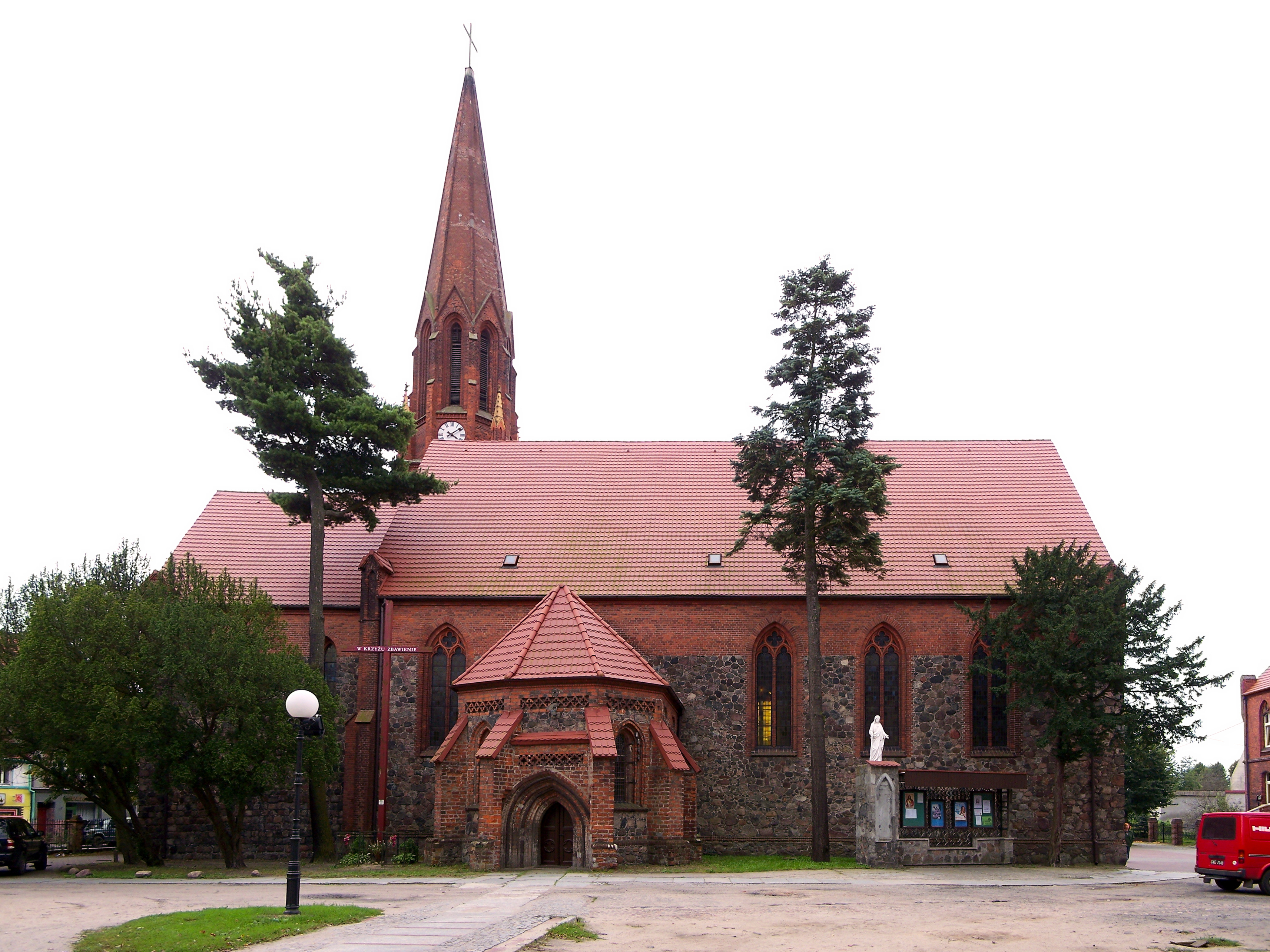
Heliga hjärtats kyrka.

- Heliga hjärtats kyrka vid Koscielnytorget, uppförd omkring mitten av 1200-talet i senromansk stil, ombyggd i nygotik 1878.
- Jaktstugan från 1700-talet på Słubickagatan.
- Rådhuset, uppfört 1833, skadat i andra världskriget och återuppfört på 1950-talet.
- Piast-eken i byn Liszki, en ek som är 613 cm i omkrets och 20 meter hög. Åldern uppskattas till omkring 600 år.
- "Bäverstigen", naturstig vid floden Rzepias utlopp i Ilanka i Nowy Młyn.
- Vattenkvarnen från början av 1800-talet, idag ombyggd till kraftstation.

## Kommunikationer

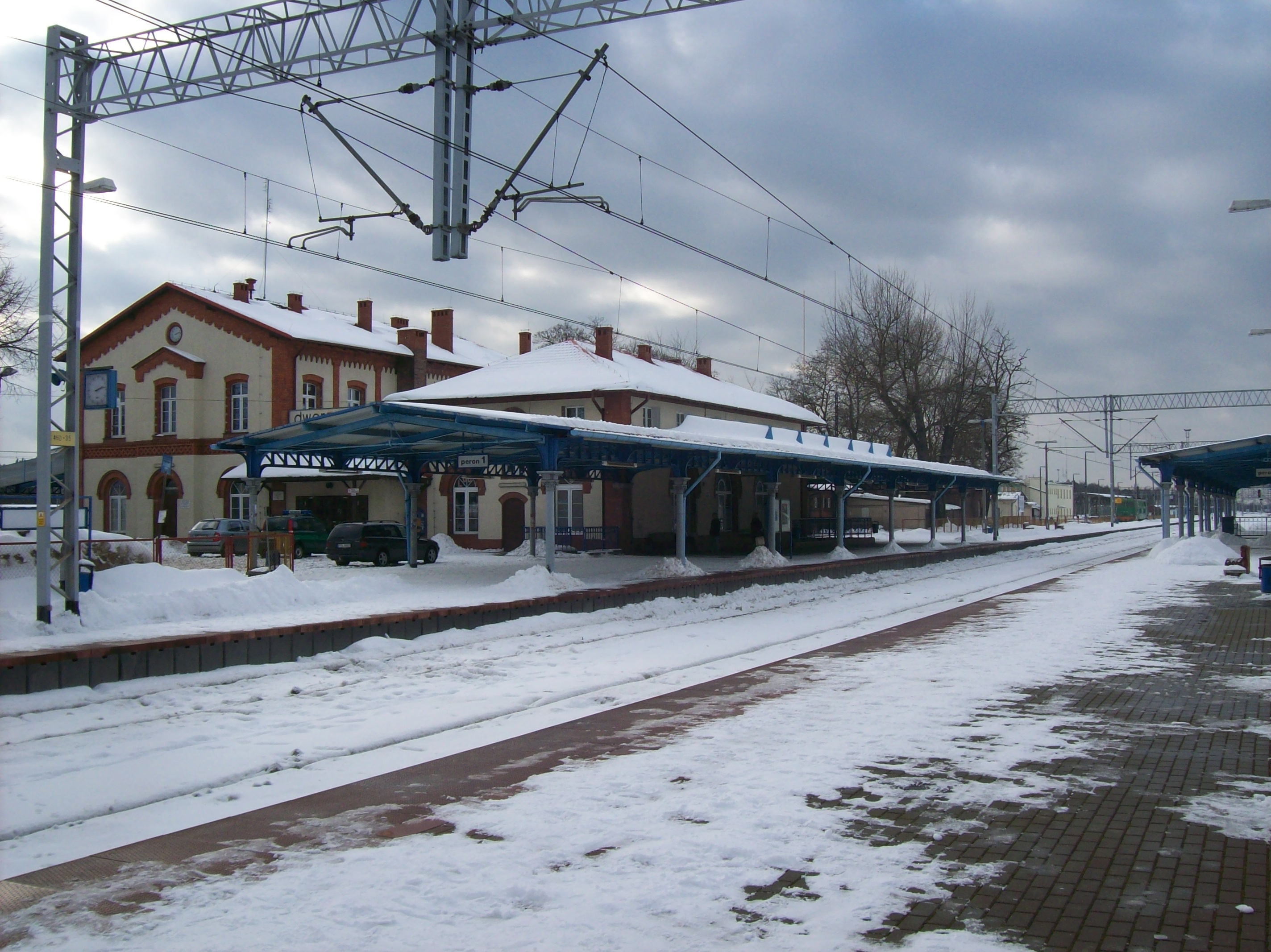
Rzepins järnvägsstation.

Rzepin är en viktig järnvägsknut i västra Polen, då stambanorna Szczecin – Wrocław och Berlin – Warszawa korsas här, och staden har därför goda järnvägsförbindelser till västra och centrala Polen samt mot Berlin.
Den stora öst-västliga motorvägen A2 (E30) mellan Frankfurt an der Oder och Warszawa passerar omedelbart söder om staden.

## Kända invånare
- Marian Eckert (född 1949), historiker och professor vid Zielona Góras universitet, tidigare politiker och vojvod.
- Lona Rietschel (född 1933), serietecknare.

## Vänorter
- Hoppegarten, Landkreis Märkisch-Oderland, Brandenburg, Tyskland.